# Río Selviejo
El río Selviejo es un curso fluvial de Cantabria (España) perteneciente a la cuenca hidrográfica del Pas. Nace en la Sierra del Escudo y tiene una longitud de 3,757 kilómetros, transcurriendo por el término municipal de Luena con una pendiente media de 10,4º. Se une al Pas en El Puente Luena.
Comparte el nombre con la pequeña localidad de Selviejo, discurriendo su cauce entre bosques de robles, hayas, nogales y avellanos. Destacan las construcciones típicas pasiegas (cabañas pasiegas).